# Oscar García Barreto
Óscar Walter García Barretto es Obispo de Horta y obispo Auxiliar de  la arquidiócesis de Concepción y Vicario de la zona de Arauco; nació el 8 de agosto de 1969 en la ciudad de Tala, Departamento de Canelones, en Uruguay.

## Reseña biográfica
Realizó sus estudios primarios y secundarios en el Colegio y Liceo San José de Tala.
En enero de 1992 ingresó en la Congregación de los Pobres Siervos de la Divina Providencia, fundada por San Juan Calabria, donde hizo su primera profesión religiosa, el 2 de febrero de 1994.
En 1995 trabajó en el hogar de menores “Ciudad del Niño, Ricardo Espinoza” de la comuna de Hualpén, en Chile.
Después de continuar los estudios de filosofía y de teología en Chile y en Argentina fue ordenado presbítero el 14 de agosto de 1999 en Tala, Canelones, Uruguay, desarrollando su ministerio los primeros años como formador de seminarios en Uruguay y Argentina, siendo también asesor y encargado de liturgia.
En 2008 fue nombrado párroco de la Parroquia Nuestra Señora de Guadalupe, en Hualpén, arquidiócesis de la Santísima Concepción, Chile.
Posteriormente, cuando la comunidad religiosa de la que formaba parte dejó la arquidiócesis de Concepción, el padre Óscar García, solicitó quedarse haciendo una experiencia diocesana, y en el año 2014 se incardinó en la arquidiócesis de Concepción.
En 2015 fue nombrado párroco de la Parroquia de Nuestra Señora del Carmen en la comuna de Cañete y colaboró también en la atención pastoral del Instituto San José, perteneciente a la Fundación Educacional del arzobispado de Concepción.
Ha sido también asesor en la pastoral vocacional y encargado de la pastoral social en el decanato de Arauco. secciones.